# 삼진여객
삼진여객(三進旅客)은 부산광역시 북구 금곡동에 본사를 둔 부산광역시의 시내버스 및 마을버스 운송 업체이다. 아파트가 밀집되어 있는 금곡동과 화명동을 지나는 노선을 주로 운행한다.
부산광역시 북구 금곡동에 있는 무지개주유소 건물이 본점 주소이며, 그 옆의 금곡차고지가 주사무소이고, 북구 화명동의 구 태화교통 본사가 있던 곳에 영업소를 두고 있다.
59번, 126번은 구 태화교통에서 운행했던 노선이다. 한때 계열사로 북구의 마을버스 회사인 삼진교통을 두고 있었으나 2000년대 후반 본 회사가 흡수합병하였다.

## 역사 및 현황
1980년 2월 25일에 대원여객으로 설립하였으며, 1985년에 사명을 대원여객에서 삼진여객으로 변경하였다. 1990년대 연도미상 계열사로 같은 관내 마을버스 회사인 삼진교통을 설립하였으나 2000년대 후반 삼진교통을 흡수합병하였다. 2010년 6월 말 부산에 면허를 둔 버스운송업체 중 제일 늦게 천연가스버스를 운용하기 시작하였으며, 인근에 CNG 충전소도 건설되었다.

## 차고지
- 부산광역시 북구 효열로 282 (금곡동) (금곡주차장 ; 15번, 111번, 121번,  북구 3번 시종착 및 관리)
- 부산광역시 북구 금곡로 29 (금곡동) (금곡영업소 ; 59번, 126번 시종착 및 관리)

## 운행 노선

### 시내버스
- ● 15번 : 금곡동 ↔ 구포역 ↔ 신모라 ↔ 서부터미널 ↔ 새벽시장 ↔ 구덕터널 ↔ 구덕운동장 ↔ 동아대부민캠퍼스 ↔ 남포동
- ● 59번 : 금곡동 ↔ 구포역 ↔ 모덕역 ↔ 서부터미널 ↔ 새벽시장 ↔ 가야역 ↔ 범천동(신암) ↔ 범곡교차로 ↔ 부산진역 ↔ 부산역 ↔ 남포동 ↔ 충무동
- ● 111번 : 금곡동 ↔ 덕천역 ↔ 만덕역 ↔ 제2만덕터널 ↔ 사직운동장 ↔ 거제해맞이역 ↔ 서면역 ↔ 부산진시장
- ● 121번 : 금곡동 ↔ 덕천역 ↔ 만덕역 ↔ 제2만덕터널 ↔ 동래역 ↔ 장전역
- ● 126번 : 금곡동 ↔ 덕천역 ↔ 북구청 ↔ 괘법르네시떼역 ↔ 동아대승학캠퍼스↔ 구덕운동장 ↔ 동아대부민캠퍼스 ↔ 국제시장 ↔ 남포동

### 마을버스
- ● 북구3번 : 금곡동 ↔ 금곡주공6단지 ↔ 율리역 ↔ 북구보건소 ↔ 수정역 ↔ 덕천교차로 ↔ 구포시장
- ● 북구7번 : 화명4지구 ↔ 유림아파트 ↔ 롯데마트 ↔ 수정역 ↔ 구룡사 ↔ 덕천교차로 ↔ 구포시장
- ● 북구7-2번 : 금명여자고등학교 ↔ 코오롱아파트 ↔ 북구보건소 ↔ 화명역 (임시휴업)

## 차종
- 현대 그린시티
- 현대 뉴 슈퍼에어로시티
- 현대 저상 뉴 슈퍼에어로시티
- 현대 일렉시티
- 현대 일렉시티 타운
- 현대 유니버스 스페이스 엘레강스